# Benedičič
Benedičič je priimek v Sloveniji, ki ga je po podatkih Statističnega urada Republike Slovenije na dan 1. januarja 2010 uporabljalo 550 oseb in je med vsemi priimki po pogostosti uporabe uvrščen na 522. mesto.

## Znani nosilci priimka
- Ana Benedičič, zdravnica dermatologinja
- Danilo Benedičič (1933 - 2021), igralec
- Franc Benedičič, partizanski poveljnik
- Jaka Benedičič, pisec znanstvene fantastike
- Janez Benedičič, strojnik, doc. dr.; inovativni kmet - Zavod Seneno
- Luka Benedičič (*1998), pesnik, socialni antropolog
- Maja Benedičič (*1982), smučarska tekačica
- Štefan Benedičič (1826 - ?), ljudski pesnik
- Tine Benedičič, športni delavec, predsednik Košarkarske zveze Slovenije
- Valentin Benedičič, čebelar, predsednik zveze čebelarskih društev Slov. v 60 .letih 20. stol.
- Žan Benedičič (*1995), nogometaš